# Niamh
Niamh (ˈniːɒf) en la mitología irlandesa es la hija de Manannán mac Lir. Es una de las reinas de Tír na nÓg y posiblemente la hija de Fand ya que es soberana de un reino de hadas. Es llamada Niamh «del cabello dorado» (en gaélico Niamh Chinn Óir) por su extensa cabellera, además se dice que poseía los ojos azules brillosos.

## Niamh y Oisín
Niamh cruza el Mar Occidental en el caballo mágico Enbarr, pidiéndole a Fionn mac Cumhaill para que su hijo Oisín la acompañase a Tír na nÓg (la tierra de la juventud). Oisín acepta y juntos parten, previo a que él prometa a su padre que pronto lo visitará.
Oisín era miembro de una Fianna, pese a que él se enamora de Niamh en Tir na nÓg, se pone nostálgico al cabo de tres años. Niamh le presta al caballo Enbarr pese a estar disconforme con la idea, haciéndole prometer que nunca bajará del mismo o tocará suelo irlandés.
Cuando llega a su patria, los tres años que pasó en Tir na nÓg resultaron ser equivalentes a trescientos años en Irlanda, hecho que descubre al preguntar por Fionn mac Cumhail y su Fianna, donde le informan que murieron hace cientos de años. En su viaje a través de Irlanda, Oisín le pregunta a unos hombres para mover una piedra que estaba en pie, cuando se agacha para ayudarlos, se cae del caballo e instantáneamente al tocar el suelo se convierte en un anciano.
A continuación, se dice que San Patricio lo cuidó hasta su muerte. Mientras tanto, Niamh dio a luz a su hija, Plor na mBan y cuando regresa a Irlanda a buscarlo se entera de que Oisín había muerto.